# Conflito Sino-Soviético (1929)
O Conflito Sino-Soviético de 1929 (chinês simplificado: 中东路事件, em russo:  Конфликт на Китайско-Восточной железной дороге) foi um conflito armado secundário entre a União Soviética e o senhor da guerra chinês Zhang Xueliang da República da China pela Ferrovia Trans-Manchuriana.
Quando os chineses tomaram a Trans-Manchuriana em 1929, a rápida intervenção militar soviética imediatamente pôs fim à crise e forçou os chineses a aceitar restauração da administração conjunta soviética-chinesa da ferrovia.

## Ligações Externas
- Sino-Soviet 1929 conflict discussion on AxisHistory forum (photographs, literature)

### Cobertura da revista Time
- From Jul. 22, 1929 Time Magazine, C. E. R. Seized
- From Jul. 29, 1929 Time Magazine, Growling & Hissing
- From Aug. 5, 1929 Time Magazine, Imposing Peace
- From Aug. 26, 1929 Time Magazine, Growing Graver
- From Sep. 2, 1929 Time Magazine , Blucher v. Chiang
- From Sep. 9, 1929 Time Magazine, Peace
- From the Dec. 2, 1929 TIME magazine, Manchuria in the Vise
- From the Dec. 9, 1929 TIME magazine Not One Square Inch!"
- From the Dec. 16, 1929 TIME magazine, 400 Million Humiliations